# Chrysops brevifascius
Chrysops brevifascius är en tvåvingeart som beskrevs av Lutz 1909. Chrysops brevifascius ingår i släktet Chrysops och familjen bromsar. Inga underarter finns listade i Catalogue of Life.